# Liste der Straßen im Bonner Ortsteil Gronau
Die folgende Liste enthält die Straßen und Plätze auf dem Gebiet des Bonner Ortsteils Gronau im Stadtbezirk Bonn.
| Straße                       | Erstbenennung/ -erwähnung | Namensherkunft | Frühere Namen Anmerkungen | Bonner Straßenkataster |
| ---------------------------- | ------------------------- | --- | --- | ---------------------- |
| Achim-von-Arnim-Straße       | 1955                      | Achim von Arnim (1781–1831), Schriftsteller der Romantik | | Eintrag                |
| Adalbert-Stifter-Straße      | 1954                      | Adalbert Stifter (1805–1868), österreichischer Schriftsteller, Maler und Pädagoge                                                                                      | Bis 1978 Eichendorffstraße. | Eintrag                |
| Adenauerallee                |                           | Konrad Adenauer (1876–1967), deutscher Politiker und Bundeskanzler | Bis 1967 Koblenzer Straße. Ortsteilübergreifende Straße. Teilstück der Bundesstraße 9. | Eintrag                |
| Arndtstraße                  | 1904                      | Ernst Moritz Arndt (1769–1860), deutscher Schriftsteller, Professor an der Universität Bonn                                                                            | Bereits 1873 als Privatstraße angelegt. | Eintrag                |
| Baunscheidtstraße            | 1956                      | Carl Baunscheidt (1809–1873), Gewerbelehrer, Ackerbaugerätehersteller, Mechaniker und Erfinder                                                                         | | Eintrag                |
| Brentanostraße               | 1955                      | Clemens Brentano (1778–1842), Schriftsteller der Romantik | | Eintrag                |
| Bundeskanzlerplatz           | 1967                      | Lage des Platzes am ehemaligen Bundeskanzleramt. | Bis 2020 Nordwestseite des Platzes Reuterstraße. Geografischer Mittelpunkt der Stadt Bonn. | Eintrag                |
| Buschstraße                  | 1896                      | Wilhelm Busch (1826–1881), deutscher Chirurg und Hochschullehrer | 1894 angelegt. | Eintrag                |
| Charles-de-Gaulle-Straße     | 1914                      | Charles de Gaulle (1890–1970), französischer Staatsmann | Bis 1932 Am Trajekt und von 1932 bis 1978 Langemarckweg. | Eintrag                |
| Coburger Straße              | 1905                      | Coburg, Stadt in Oberfranken | | Eintrag                |
| Dahlmannstraße               | 1931                      | Friedrich Christoph Dahlmann (1785–1860), Professor an der Bonner Universität.                                                                                         | Ausbau 2017. Mit Teilstück der 1973 aufgelassenen Görresstraße durch das Bundeskanzleramtsgelände.                                                                                               | Eintrag                |
| Eduard-Pflüger-Straße        | 1920                      | Eduard Pflüger (1829–1910), deutscher Physiologe, Professor an der Universität Bonn                                                                                    | | Eintrag                |
| Emil-Nolde-Straße            | 1954                      | Emil Nolde (1867–1956), führender Maler des Expressionismus | | Eintrag                |
| E.T.A.-Hoffmann-Straße       | 1955                      | E. T. A. Hoffmann (1776–1822), Schriftsteller der Romantik | | Eintrag                |
| Franz-Josef-Strauß-Allee     | 1978                      | Franz Josef Strauß (1915–1988), CSU-Politiker und bayerischer Ministerpräsident                                                                                        | Bis 1990 Ludwig-Erhard-Straße. Folgt teilweise dem Verlauf der ehemaligen Bahnstrecke des Trajekts Bonn–Oberkassel.                                                                              | Eintrag                |
| Friedrich-Ebert-Allee        |                           | Friedrich Ebert (1871–1925), deutscher Politiker, erster deutscher Reichspräsident                                                                                     | Bis 1927 Koblenzer Straße, von 1927 bis 1933 Friedrich-Ebert-Allee und von 1933 bis 1945 Dietrich-Eckart-Allee. Teilstück der Bundesstraße 9.                                                    | Eintrag                |
| Friedrich-Wilhelm-Straße     |                           | Friedrich III., ab 1854 Inhaber des Protektorats der Stiftung zur Errichtung des benachbarten Johanniterkrankenhauses                                                  | Bis 1915 Dottendorfer Rheinweg. Entspricht dem früheren Eselsweg nach Dottendorf.:5 | Eintrag                |
| Fritz-Erler-Straße           |                           | Fritz Erler (1913–1967), SPD-Politiker. | Bis 1972 Löwenburgstraße (nach Berg und Burg Löwenburg im Siebengebirge). 2018 Ausbau eines Teilstücks.                                                                                          | Eintrag                |
| Fritz-Schäffer-Straße        |                           | Fritz Schäffer (1888–1967), deutscher Politiker, Bundesminister und bayerischer Ministerpräsident                                                                      | Bis 1978 Ölbergstraße (nach dem Großen Ölberg im Siebengebirge). 2014/15 zur Franz-Josef-Strauß-Allee umgebogen.                                                                                 | Eintrag                |
| Genscherallee                | 1938                      | Hans-Dietrich Genscher (1927–2016), deutscher Politiker (FDP), langjähriger Außenminister                                                                              | Bis 2017 Walter-Flex-Straße. Teilstück bis 1954 Gierenweg. | Eintrag                |
| Heimkehrerweg                | 1952                      | | Rheinufer zwischen Stresemannufer und Leinpfad. | Eintrag                |
| Heinrich-Brüning-Straße      | 1907                      | Heinrich Brüning (1885–1970), deutscher Politiker (Zentrumspartei) und Reichskanzler                                                                                   | Bis 1972 Petersbergstraße (nach dem Petersberg im Siebengebirge). | Eintrag                |
| Heinrich-Lübke-Straße        |                           | Heinrich Lübke (1894–1972), zweiter deutscher Bundespräsident | Bis 1972 Uhlandstraße. | Eintrag                |
| Helmut-Kohl-Allee            |                           | Helmut Kohl (1930–2017), deutscher Politiker (CDU) und Bundeskanzler (1982–1998)                                                                                       | Bis 2019 Friedrich-Ebert-Allee. 1976 Parallelrampe zur heutigen Franz-Josef-Strauß-Allee angelegt.                                                                                               | Eintrag                |
| Helmut-Schmidt-Platz         | 2016                      | Helmut Schmidt (1918–2015), deutscher Politiker (SPD) und Bundeskanzler (1974–1982)                                                                                    | Platzfläche im 2012/13 zu einem Kreisverkehr umgebauten Kreuzungsbereich Friedrich-Ebert-Allee, Helmut-Kohl-Allee, Marie-Kahle-Allee und Franz-Josef-Strauß-Allee. Auch „Trajektknoten“ genannt. | Eintrag                |
| Hermann-Ehlers-Straße        | 1901                      | Hermann Ehlers (1904–1954), deutscher Politiker und Bundestagspräsident                                                                                                | Bis 1954 Siebengebirgsstraße. Seit 2013 teilweise Bestandteil des UN-Campus. | Eintrag                |
| Heussallee                   | 1901                      | Theodor Heuss (1884–1963), erster Bundespräsident der Bundesrepublik Deutschland                                                                                       | Entspricht der früheren Sieghausgasse.:4 Bis 1964 Siebengebirgsstraße. 2009 umfassend umgestaltet, Anlage eines Boulevards.                                                                      | Eintrag                |
| Joachimstraße                | 1896                      | Joseph Joachim (1831–1907), österreich-ungarischer Violinist, Dirigent und Komponist, Ehrenbürger der Stadt Bonn                                                       | 1894 angelegt. Von 1935 bis 1945 Hans-Schemm-Straße | Eintrag                |
| Johannes-Henry-Straße        |                           | Johannes Henry (1876–1958), deutscher Jurist und Lokalpolitiker (Zentrumspartei, CDU) in Bonn                                                                          | Bis 1978 Schillerstraße. 1874–79 als Privatstraße angelegt. | Eintrag                |
| Johanniterstraße             |                           | An der Straße gelegenes Johanniter-Krankenhaus. | Bis 1915 Eselsweg. | Eintrag                |
| Joseph-Beuys-Allee           | 1990                      | Joseph Beuys (1921–1986), deutscher Aktionskünstler, Bildhauer, Zeichner und Kunsttheoretiker                                                                          | Zweiter Bauabschnitt der 2003 fertiggestellten bahnparallelen Straße zur Bundesautobahn 562. | Eintrag                |
| Kaiserstraße                 | 1869                      | Ehrung des Deutschen Kaiser(reiche)s. | Von 1869 bis 1870 Trajektstraße (dem Verlauf des Trajekts Bonn-Oberkassel entsprechend), von 1870 bis 1897 Bahnstraße. Ortsteilübergreifende Straße.                                             | Eintrag                |
| Kaiser-Friedrich-Straße      | 1896                      | Friedrich III. (1831–1888), Deutscher Kaiser und König von Preußen | Stichstraße von der Adenauerallee, errichtet von 1895 bis 1897. Treppenanlage am Rheinufer unter Denkmalschutz.                                                                                  | Eintrag                |
| Karl-Carstens-Straße         | 1931                      | Karl Carstens (1914–1992), deutscher Politiker, Bundespräsident und Bundestagspräsident                                                                                | Bis 2009 Dahlmannstraße. 2009 umfassend umgestaltet. | Eintrag                |
| Katharina-Focke-Straße       | 1932                      | Katharina Focke (1922–2016), deutsche Politikerin (SPD), Bundesministerin                                                                                              | Bis 2017 Straßburger Weg. | Eintrag                |
| Kurt-Schumacher-Straße       | 1906                      | Kurt Schumacher (1895–1952), SPD-Parteivorsitzender | Bis 1968 Drachenfelsstraße (nach dem Drachenfels im Siebengebirge). Ausbau 2017–18. | Eintrag                |
| Langenbachstraße             | 1934                      | Julius Langenbach (1823–1886), ortsansässiger Musiker und Namensgeber des Langenbach-Stifts (Unterstützungswerk für Musikerwitwen und Musiklehrerinnen)                | Mitte der 1950er-Jahre verlängert. | Eintrag                |
| Lennéstraße                  | 1867                      | Peter Joseph Lenné (1789–1866), deutscher Landschaftsarchitekt, geboren in Bonn                                                                                        | Ortsteilübergreifende Straße. | Eintrag                |
| Marie-Kahle-Allee            | 2000/2002                 | Marie Kahle (1893–1948), Pädagogin, NS-Opfer | In der Planungsphase als „Trajektstraße“ bezeichnet, erbaut 2000 bis 2002. | Eintrag                |
| Menuhinstraße                | 2007                      | Yehudi Menuhin (1916–1999), Violinist, Bratschist und Dirigent jüdischer Herkunft                                                                                      | Stichstraße von der Achim-von-Arnim-Straße. | Eintrag                |
| Nahum-Goldmann-Allee         | 1988                      | Nahum Goldmann (1895–1982), Zionist, Gründer und Präsident des Jüdischen Weltkongresses (WJC)                                                                          | Erster Bauabschnitt der 2003 fertiggestellten bahnparallelen Straße zur Bundesautobahn 562. | Eintrag                |
| Niebuhrstraße                | 1892                      | Barthold Georg Niebuhr (1776–1831), deutscher Althistoriker, Professor an der Universität Bonn                                                                         | Ursprung des Straßenzugs in der Römerzeit, Teilstück eines ehemaligen Wegs von Kessenich nach Bonn („Bonner Weg“).                                                                               | Eintrag                |
| Ollenhauerstraße             | 1904                      | Erich Ollenhauer (1901–1963), deutscher Politiker, Vorsitzender der SPD                                                                                                | Bis 1964 Dottendorfer Straße. | Eintrag                |
| Olof-Palme-Allee             | 1988                      | Olof Palme (1927–1986), schwedischer Politiker und Ministerpräsident                                                                                                   | | Eintrag                |
| Oscar-Romero-Straße          | 2004                      | Óscar Romero (1917–1980), katholischer Erzbischof in El Salvador | Fünfter Bauabschnitt der 2003 fertiggestellten bahnparallelen Straße zur Bundesautobahn 562. | Eintrag                |
| Paul-Clemen-Straße           | 1949                      | Paul Clemen (1866–1947), Professor an der Universität Bonn und Ehrenbürger der Stadt                                                                                   | | Eintrag                |
| Petra-Kelly-Allee            | 1990                      | Petra Kelly (1947–1992), Politikerin, Friedensaktivistin und Gründungsmitglied der Partei Die Grünen                                                                   | Bis 2006 Franz-Josef-Strauß-Allee. | Eintrag                |
| Platz der Deutschen Post     | 2002                      | Lage des Platzes vor dem Post Tower, Zentrale der Deutsche Post DHL | Ausbau 2018. | Eintrag                |
| Platz der Vereinten Nationen | 1931                      | Lage des Platzes am UN-Campus | Bis 2006 Görresstraße. Heutiger Name seit 2008. | Eintrag                |
| Raiffeisenstraße             | 1968                      | Friedrich Wilhelm Raiffeisen (1818–1888), deutscher Sozialreformer und Genossenschaftsgründer; benachbarte Zentrale des Deutschen Raiffeisenverbandes (Raiffeisenhaus) | Stichstraße von der Adenauerallee, angelegt 1895–97, um 1950 neu trassiert. Vormalige Adresse der anliegenden Häuser: Adenauerallee bzw. Koblenzer Straße.                                       | Eintrag                |
| Rheinweg                     | 1822                      | Von Dottendorf aus zum Rhein führend. | Ortsteilübergreifende Straße. | Eintrag                |
| Saemischstraße               | vor 1950                  | Theodor Saemisch (1833–1909), Professor der Medizin, 1863–1906 Leiter der Bonner Augenheilanstalt                                                                      | Zwischen heutiger Karl-Carstens-Straße und Platz der Vereinten Nationen. 2006 für den Erweiterungsbau des WCCB aufgelassen und überbaut.                                                         | Eintrag                |
| Schedestraße                 | 1904                      | Max Schede (1844–1902), Chirurg und Professor für Medizin in Hamburg und Bonn                                                                                          | | Eintrag                |
| Schlegelstraße               | 1929                      | August Wilhelm Schlegel (1767–1845), Literaturhistoriker und Schriftsteller, Professor an der Universität Bonn                                                         | | Eintrag                |
| Simrockstraße                | 1896                      | Entweder Nikolaus Simrock (1751–1832) oder Karl Simrock (1802–1876).                                                                                                   | 1894 angelegt. | Eintrag                |
| Straßburger Weg              | 1932                      | Straßburg, Stadt im Elsass | | Eintrag                |
| Sträßchensweg                | 1927                      | Ursprünglicher Befestigungszustand eines Teils der Straße lediglich als Trampelpfad („Sträßchen“).                                                                     | Teilstück von 1938 bis 1978 Lohrbergstraße. Entspricht einem früheren Pfad von Plittersdorf zur Windmühle in der Gronau.:5                                                                       | Eintrag                |
| Stresemannufer               | 1952                      | Gustav Stresemann (1878–1929), deutscher Politiker, Friedensnobelpreisträger und Staatsmann der Weimarer Republik                                                      | Rheinufer vor dem Bundeshaus. | Eintrag                |
| Tempelstraße                 | 1898                      | An der Straße liegende Synagoge (erbaut 1959). | Bis 1978 Wörthstraße. Treppenanlage am Rheinufer unter Denkmalschutz. | Eintrag                |
| Tulpenfeld                   | 2000                      | Bezeichnung des an der Straße liegenden Gebäudeensembles und dessen Lage auf einem früheren Tulpenfeld.                                                                | Vormalige Adresse der anliegenden Häuser: Heussallee 2–10, Allianzplatz. | Eintrag                |
| Weberstraße                  |                           | Eduard Weber (1791–1868), Bonner Buchhändler und Grundstücksbesitzer, legte die Straße an                                                                              | Als Privatstraße ab den 1840er-Jahren angelegt, 1847 und 1873–75 in kommunales Straßennetz übernommen. Grenze zwischen den Ortsteilen Gronau und Südstadt.                                       | Eintrag                |
| Welckerstraße                | 1931                      | Friedrich Gottlieb Welcker (1784–1868), klassischer Philologe und Archäologe, Professor an der Universität Bonn                                                        | 2009 umfassend ausgebaut und umgestaltet. Verlängerung als „Welckerpassage“ durch das WCCB zum Platz der Vereinten Nationen.                                                                     | Eintrag                |
| Willy-Brandt-Allee           |                           | Willy Brandt (1913–1992), deutscher Politiker und Bundeskanzler | Von 1967 bis 1998 Adenauerallee. Teilstück der Bundesstraße 9. | Eintrag                |
| Wilhelm-Spiritus-Ufer        | 1932                      | Wilhelm Spiritus (1854–1931), Oberbürgermeister von Bonn | Von 1935 bis 1952 Saarlandufer (aufgrund der Eingliederung des Saargebiets 1935 in das Deutsche Reich).                                                                                          | Eintrag                |
| Winston-Churchill-Straße     | 1911                      | Winston Churchill (1874–1965), britischer Premierminister | Bis 1978 Wolkenburgstraße (nach Berg und Burg Wolkenburg im Siebengebirge). Entspricht der früheren Müllengasse nach Kessenich.:5                                                                | Eintrag                |
| Zitelmannstraße              | 1929                      | Ernst Zitelmann (1852–1923), Jurist und Schriftsteller, Professor an der Universität Bonn                                                                              | | Eintrag                |
| Zweite Fährgasse             | 1900                      | Zur Fähre nach Beuel führende Gasse. | Grenze zwischen den Ortsteilen Gronau und Südstadt. | Eintrag                |